# São Miguel Arcanjo (kommun)
São Miguel Arcanjo är en kommun i Brasilien.   Den ligger i delstaten São Paulo, i den södra delen av landet, 900 km söder om huvudstaden Brasília. Antalet invånare är 31 452.
Följande samhällen finns i São Miguel Arcanjo:
- São Miguel Arcanjo

Omgivningarna runt São Miguel Arcanjo är en mosaik av jordbruksmark och naturlig växtlighet. Runt São Miguel Arcanjo är det ganska glesbefolkat, med 36 invånare per kvadratkilometer.